# Aziatische Spelen 1982
De negende Aziatische Spelen werden gehouden van 19 november 1982 tot aan 4 december 1982 in New Delhi India. Dit was de tweede keer dat de spelen gehouden werden in Delhi, daar het ook in 1951 de spelen organiseerde. New Delhi is samen met Bangkok (vier keer) de enige stad die de spelen meer dan één keer heeft georganiseerd.
De officiële opening in het Jawaharlal Nehru stadion werd verricht door Zail Singh.
De New Delhi Aziatische Spelen waren de eerste Spelen die georganiseerd werden door de Olympic Council of Asia (OCA). De Aziatische Spelen Federatie, waardoor de eerste acht spelen werden georganiseerd, hadden besloten ermee op te houden en het stokje door te geven aan de OCA.
Er deden in totaal 4.595 atleten mee, uit 33 landen. De sporten die meededen die nieuw waren, waren de paardensport, golf, handbal, roeien en vrouwenhockey.
Deze Spelen waren ook de eerste spelen waarin men zag dat er een duidelijke heerschappij kwam van de Chinezen in het aantal medailles. China gooide Japan van de eerste plek af als land dat de meeste medailles haalde, dit zou in de komende Spelen niet meer veranderen.
In de voorbereiding op de negende Aziatische Spelen, werd kleurentelevisie groots geïntroduceerd in India, omdat de Spelen moesten worden uitgezonden in kleur.

## Sporten
| - Atletiek - Badminton - Basketbal - Boksen - Boogschieten - Bowling - Wielersport - Gewichtheffen - Golf - Gymnastiek - Handbal - Hockey | - Paardensport - Roeien - Schermen - Schietsport - Tafeltennis - Tennis - Voetbal - Volleybal - Wedstrijdzeilen - Worstelen - Zwemmen |

## Medaillespiegel
| Medaillespiegel | Medaillespiegel | Medaillespiegel | Medaillespiegel | Medaillespiegel | Medaillespiegel |
| --------------- | --------------- | --------------- | --------------- | --------------- | --------------- |
| Rang            | Land            | Gold            | Silver          | Bronze          | Totaal          |
| 1               | China           | 61              | 51              | 41              | 153             |
| 2               | Japan           | 57              | 52              | 43              | 153             |
| 3               | Zuid-Korea      | 28              | 28              | 37              | 93              |
| 4               | Noord-Korea     | 17              | 19              | 20              | 56              |
| 5               | India           | 13              | 19              | 25              | 57              |
| 6               | Indonesië       | 4               | 4               | 7               | 15              |
| 7               | Iran            | 4               | 4               | 4               | 12              |
| 8               | Pakistan        | 3               | 3               | 5               | 11              |
| 9               | Mongolië        | 3               | 3               | 1               | 7               |
| 10              | Filipijnen      | 2               | 3               | 9               | 14              |
| 11              | Irak            | 2               | 3               | 4               | 9               |
| 12              | Thailand        | 1               | 5               | 4               | 10              |
| 13              | Koeweit         | 1               | 3               | 3               | 7               |
| 14              | Syrië           | 1               | 1               | 1               | 3               |
| 15              | Maleisië        | 1               | 0               | 3               | 4               |
| 16              | Singapore       | 1               | 0               | 2               | 3               |
| 17              | Afghanistan     | 0               | 1               | 0               | 1               |
| 18              | Libanon         | 0               | 0               | 1               | 1               |
| 19              | Bahrein         | 0               | 0               | 1               | 1               |
| 20              | Hongkong        | 0               | 0               | 1               | 1               |
| 21              | Qatar           | 0               | 0               | 1               | 1               |
| 22              | Vietnam         | 0               | 0               | 1               | 1               |
| Totaal          | Totaal          | 199             | 199             | 215             | 613             |

1951 ·
1954 ·
1958 ·
1962 ·
1966 ·
1970 ·
1974 ·
1978 ·
1982 · 
1986 · 
1990 · 
1994 · 
1998 · 
2002 · 
2006 · 
2010 · 
2014 · 
2018 · 
2022